# Гральні кісточки

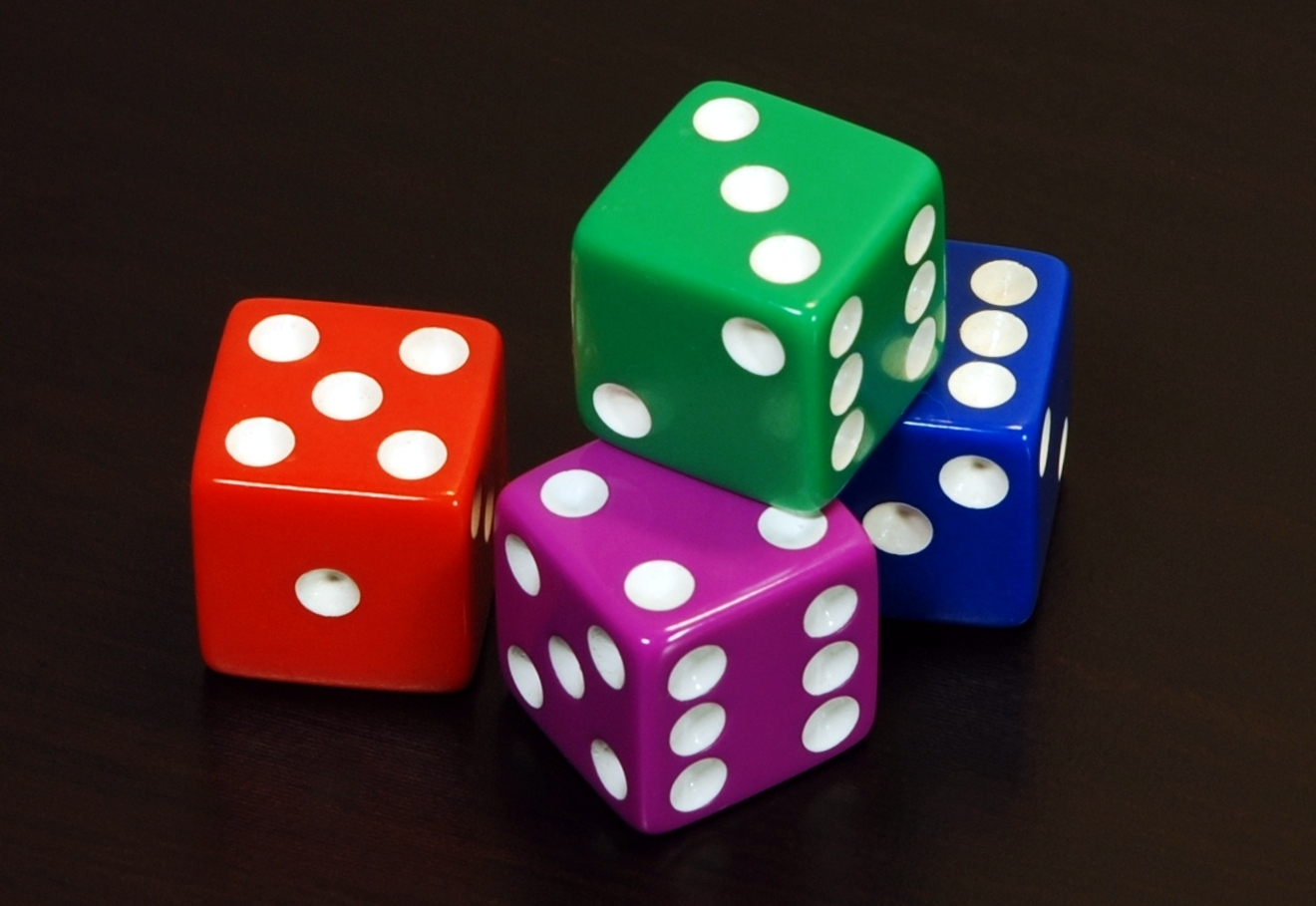
Традиційні гральні кісточки кубічної форми.

Гра́льні кісточки́, ко́сті або кубики — пристосування для багатьох ігор у формі багатогранника, найчастіше куба, що видає випадкові значення. Зокрема використовується для азартних і настільних ігор. Зазвичай на шести гранях кубічних кісточок нанесено комбінації, що позначають числа (1, 2, 3, 4, 5, 6); сума на протилежних гранях зазвичай дорівнює семи. Менш поширені кубики з картярською символікою (дев'ятка, десятка, валет, дама, король, туз), якими грають в покер на кісточках, є також кісточки для гри «Корона і якір» (на шести гранях зображені корона, якір і символи карткових мастей: бубна, хрести, піка, чирва).
Дайси (від англ. dices — кості) — запозичена з англійської мови назва гральних кубиків.
Вважається, що кісточки — найдавніше пристосування для гри, відоме людині. Вони застосовуються як для самостійних ігор, так і як допоміжні засоби визначення черговості ходів, значення характеристик.

## Історія гральних кісточок

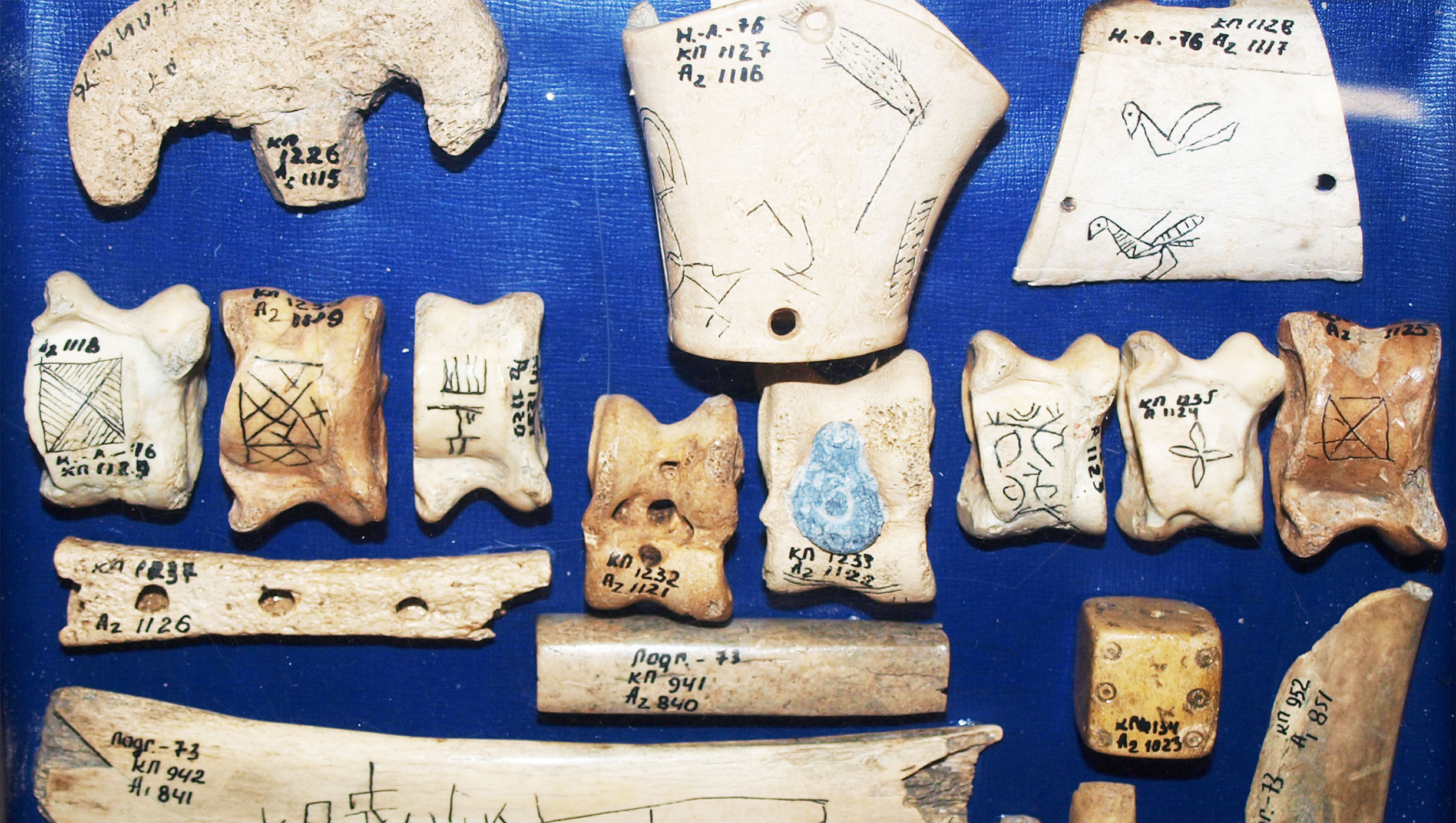
Астрагали (середній ряд) — попередники гральних кубиків. Східна Україна, V—X ст. н. е.

Ймовірно, що попередниками гральних кісточок були кісточки бабок (фаланги) овець, позначені з чотирьох боків. Кісточки використовували і для ворожіння, і для гри та покладання вирішення справ на волю надприродних сил. Вважається, що спочатку на кісточках тільки ворожили, а грати стали пізніше.
Невідомо де вперше з'явилися гральні кісточки, імовірно вони виникли в багатьох культурах паралельно. Найдавніші знайдено в єгипетських, шумерських і джирофтських гробницях. Так Королівська гра Ура із 3 тисячоліття до н. е. використовувала тетраедричні і паралелепідальні кісточки. Софокл стверджував, що їх винайшов грек Паламед під час облоги Трої. Геродот — що їх придумали в Лідії за часів правління короля Атіса з метою відволіктися іграми від бід. Народи багатьох давніх культур — північноамериканські індіанці, ацтеки, майя, жителі островів південних морів, ескімоси, африканці та багато інших — грали в кісточки, зроблені з різних матеріалів, незвичайних форм і з різними позначеннями граней. Кісточки робилися з різноманітних матеріалів: насіння (зокрема, зі сливових та персикових кісточок), кісток, рогів та зубів тварин, камінчиків, глини, шкаралупи горіхів. Часто їх заміняли плоскі предмети, які видавали при підкиданні одне з двох значень (так/ні, успіх/невдача).
Шумери застосовували багатогранники у вигляді пірамідок. Кубічні кістки з позначеннями, які практично еквівалентні сучасним, було знайдено під час розкопок у Китаї (600 років до н. е.) і в єгипетських могильниках, датованих 2000 років до н. е[джерело?]. Єгиптяни замість кубиків застосовували чотиригранні бруски, на довші грані яких наносилися значення. За часів греків і римлян поширення набули кубики з кісток, слонової кістки, бронзи, агату, гірського кришталю, оніксу, алебастру, мармуру, бурштину, порцеляни та багатьох інших матеріалів. Для збільшення кількості комбінацій використовувалося кілька кубиків чи інших фігур. З військами Александра Македонського чотиригранні кісточки проникли в Індію, де з ними грали в ігри чаупар і пачисі. Від римських часів відомі шахрайські кісточки: з викривленими гранями, залиті свинцем або ртуттю для зміщення центру маси, зі зміненою розміткою.
Гральні кістки згадуються в писемних пам'ятках із давніх-давен. Гра в кістки згадується у давньоіндійському зібранні гімнів «Ригведа» та епосі «Махабхарата». Відомості про азартні ігри з ними містяться в «Божественній комедії» Данте.
Захоплення азартними іграми з кісточками призводило їх частої заборони ще в стародавній Греції, і в Римі. Найперший такий закон датується III століттям до н. е. За ним, грати дозволялося тільки сторожі, щоб не заснути вночі. Середньовічна католицька церква забороняла кісточки до кінця XIV століття, оскільки ті вважалися інструментом приниження Ісуса Христа — римські солдати ділили його одяг за кидками кісточок. У відповідь на поширення азартних ігор серед духовенства і знаті вигадувалися ігри з моралізаторським підтекстом або із заміною кісточок іншими генераторами випадкових значень.

## Сучасні гральні кісточки

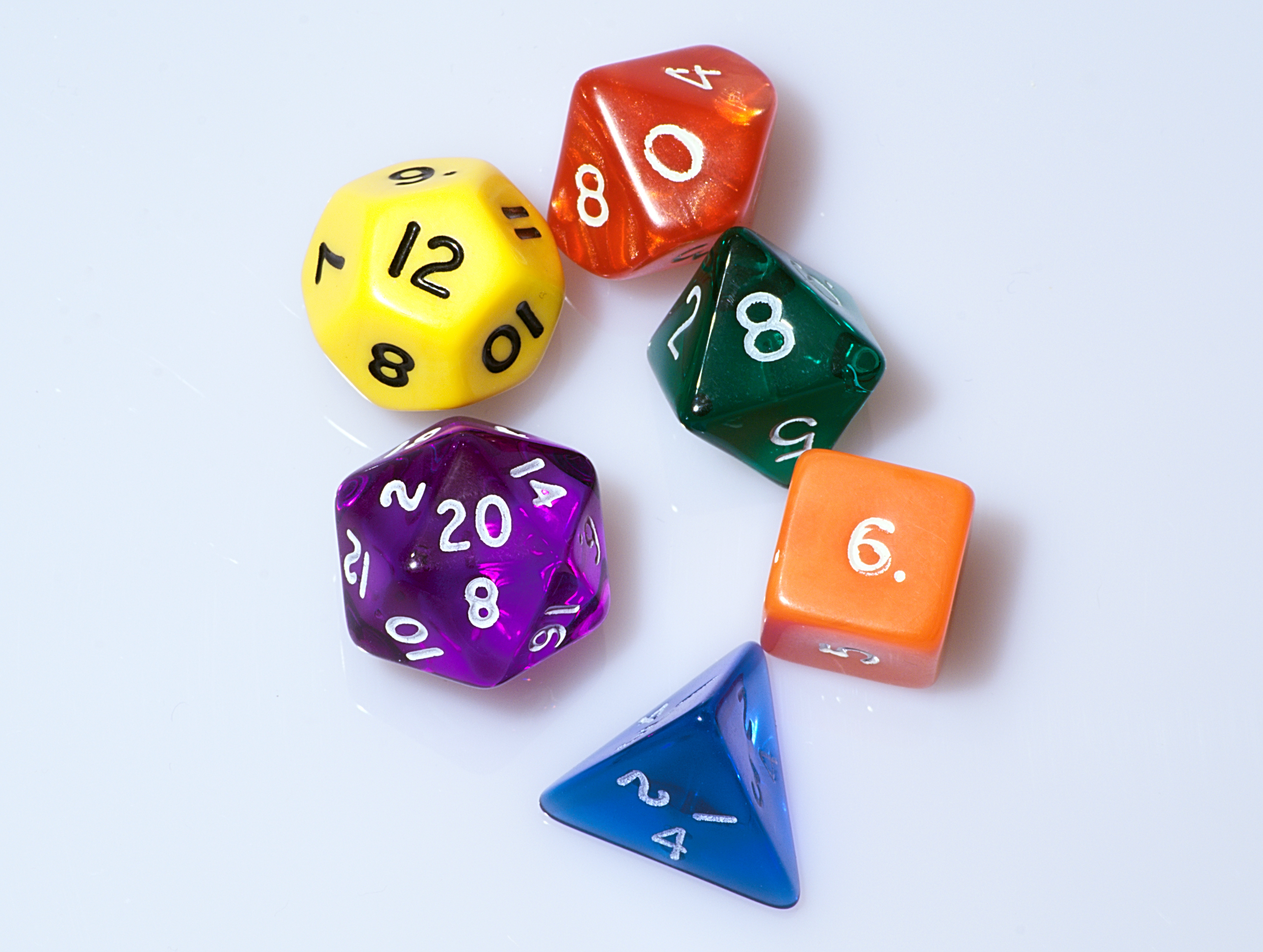
Кісточки для настільних рольових ігор.

Сучасні гральні кісточки здебільшого виготовляють із пластмаси. Вони використовуються передусім для азартних і настільних ігор. Існують численні варіанти їх форми, від стандартних кубічних шестигранників (D6) до стогранників. Кубічні є двох основних варіантів: європейського типу — строго кубічної форми, і азійського — з фасками на гранях і округленими кутами. Високоякісні гральні кубики для казино, зокрема, для гри в крепс (англ. craps), роблять уручну з похибкою не більш 0,0013 см.
Кубики, призначені для казино, випилюють з екструдованого пластмасового стрижня, потім на гранях висвердлюють ямки приблизно 0,017 дюйма завглибшки. Ці отвори заповнюються фарбою, масою рівною вийнятому з ямок пластику, і ретельно полірують, щоб поверхня була ідеально гладкою. Такі кубики називають «гладкокрапковими». У казино найчастіше зустрічаються гладкокрапкові кубики з червоного прозорого пластику[джерело?]. Набір складається з п'яти штук. У стандартних кубиків казино розмір грані становить 0,75 дюйма, а ребра гострі (так звані лезові) або заточені (такі називають пір'яними). Кожен набір має монограму казино, для яких вони виготовлені, і серійні номери — щоб ускладнити шахрайство. Розмір граней грального кубика для казино варіює від 0,25 до 0,77 дюйма[джерело?].
Поява настільних рольових ігор значно розширила варіативність форм. Наприклад, гра Dungeons & Dragons вимагає кісточки форми D4 (тетраедр), D6 (куб), D8 (октаедр), D10 (зазвичай 2 для визначення відсотків), D12 (додекаедр), D20 (ікосаедр). Для ігор використовуються комбінації різних кісточок, спеціальні формули обчислення значень. Наприклад, D6+2 означає, що до значення кубика, яке випало, слід додати 2.

## Види ігор в кісточки
- Азар
- Байбурт
- Бак Дайс
- Банк на кістках
- Блеф
- Більше-менше на кістках
- Брати і давати
- Вертушка
- Генерал
- Гран-азар
- Гусьок
- Індійські кістки

Paschier Joostens, De Alea, 1642

- Корабель, капітан, штурман і команда
- Корона і якір
- Крепс
- Брехун
- Мартінетті, або огайо
- Морські кістки
- Відклади мертву
- Очко на кістках
- Пасе ді
- Під і над сім'ю
- Поїздка до Бостона
- Покер на кістках
- Допоможи сусідові
- Свиня
- Сім в ступені
- Тринадцять
- Тузи
- Хартс Дью
- Хай Дайс
- Чак-е-лак
- Черепахи
- Парне мінус непарне число
- Четири-п'ять-шість
- Чикаго
- 1000

## Позначення комбінацій, що випадають на двох гральних кісточках
Арабською гральні кубики називають «зари» (звідки, як вважають, пішло слово «азарт»). У багатьох іграх кубики за традицією називають зарами: наприклад, у байбурті або покері на кістках (на зарах).
Усі комбінації чисел на зарах, зокрема під час гри у нарди, мають традиційні східні назви:
- ду-шеш (6-6)
- ду-беш (5-5)
- ду-чар (4-4)
- ду-се (3-3)
- ду-бара (2-2)
- яган (1-1)
- шеши-беш (6-5)
- шеши-чар (6-4)
- шеши-се (6-3)
- шеши-ду (6-2)
- шеши-як (6-1)
- пянджи-чар (5-4)
- пянджи-се (5-3)
- пянджи-ду (5-2)
- пянджи-як (5-1)
- чарі-се (4-3)
- чарі-ду (4-2)
- чарі-як (4-1)
- се бай ду (3-2)
- се-як (3-1)
- ду-як (2-1)

## Цікаво
Археологи знайшли давні гральні кісточки спеціально виготовлені з метою нечесної гри